# Konjekturalbiographie

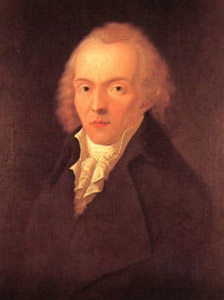
Jean Paul um 1797
- 1763 † 1825

Die Konjekturalbiographie ist eine Erzählung des deutschen Schriftsteller Jean Paul (1763–1825), die innerhalb des Buches Jean Pauls Briefe und bevorstehender Lebenslauf am 27. Februar 1799 bei Burmester in Leipzig erschien. Obwohl seinerzeit von den Rezensenten gelobt, erlebte der Autor die Nachauflage des Werkes nicht.

## Inhalt
Jean Pauls Vorliebe für das Außergewöhnliche ist immer unübersehbar. In dieser kleinen Schrift zwingt sogar schon der Titel zum Nachschlagen: Eine Konjektur hat direkt etwas mit einer Mutmaßung zu tun. In diesem Fall malt sich der Autor seine Zukunft aus: Die eigene Gesamt-Biographie wird bereits in jungen Jahren geschrieben und publiziert.
Sieben Episteln, an den Freund Christian Otto gerichtet, sind meist mit „Leipzig 1798“ überschrieben. Jean Paul teilt dem Freunde sein Vorhaben mit: „Ich will meine Lebensgeschichte, die mir noch bevorsteht, treu in poetischen Episteln aufsetzen.“ Handlung ist in den „künftigen Lebenslauf“ nur sparsam eingestreut. „Bloß Gelehrter“ möchte Jean Paul nicht sein. Besser wäre es, „ein gütiger Gerichtsherr zu sein“. Dies ist offenbar auch eine Anspielung auf Jean Pauls ursprünglichen Namen Richter.
Breiten Raum nehmen künftige „romantische Stunden“ mit der künftigen Braut Rosinette, die auch Hermine heißen soll, ein. Jean Paul nennt seine Hermine lieber Rosinette, weil seine „teuere Mutter“ Rosina hieß. Das Liebesprojekt wird gedanklich detailliert. Christian Otto möchte doch Jean Paul als „Liebhaber von Rosinetten“ und „wirklichen Gutsbesitzer ansehen“. Heiraten will Jean Paul am Dienstag nach Pfingsten. An dem schönen Tage will er hinauslaufen und auf einem Berge den Sonnenuntergang abwarten. Zunächst bricht das Brautpaar auf, und der Mai geht vor ihm her als einer voll zahmer Grasmücken und Nachtigallen. Das Paar wandert die alten betaueten Steige. Und Jean Paul ist sich sicher, dass er von Rosinetten geliebt werden wird. Er sagt ihr das. Allerdings erwidert die Geliebte, die Liebe leide bei jeder Hoffnung; die Liebe wolle nur die Gegenwart.
Seine Ehe stellt sich dann Jean Paul summa summarum so vor: Er schreibt an seinen besten Schriften weiter. Seine Kinder stampfen über den tiefen Schnee und erwarten den Herrn Paten. Das ist Christian Otto. Vier Kinder wird Jean Paul haben: Christian, Otto, Hans und Christine. Während Jean Paul und seine liebe Gattin „miteinander veralten“, rückt das Jahr 1832 näher, kommt heran, und der „Jubel-Autor“ wird in seinem 69. Jahr gefeiert. Als Jean Paul dann sein Alter schildert, muss er die betreffende Epistel bald wegen Altersgeschwätzigkeit unterbrechen. Ein Jean Paul allerdings schreibt in jeder Lebenslage weiter. Denn sein Herz kann gar nicht altern, weil er es jedes Jahr jünger und weicher schreibt.

## Rezeption
- Görres[5] erkennt 1811 im Text die „milde, sonnenwarme, hellaufleuchtende Geistigkeit, eine stille, ruhige Klarheit mitten in dem Feuerrad der Phantasie“.

Die Rezensenten bringen den Text mit Jean Pauls wirklichem Lebenslauf in Verbindung. Genauer, Jean Paul heiratete am 27. Mai 1801 Karoline Mayer. Es geht in dem Zusammenhang um voreheliche Begegnungen.
- de Bruyn: Vor der Niederschrift der Konjekturalbiographie wollte sich die Jean-Paul-Verehrerin Charlotte von Kalb scheiden lassen, um den Autor zu ehelichen. Daraus wurde nichts, denn Charlotte passte nicht zu Jean Pauls Träumen[7]. Diese Träume schrieb der Autor in der Konjekturalbiographie ziemlich unverschlüsselt nieder[8].
- Ortheil und Höllerer: Während der Niederschrift des Manuskripts ist noch keine „geeignete“ Braut in Sicht. Eines aber weiß Jean Paul – eine Titanide „mit einem Felsen-Ich“[9] wie die Frau von Kalb soll es nicht sein. Vielmehr schwebt ihm eine tüchtige Hausfrau – wie die geliebte Mutter – vor[10].
- Ueding: Jean Paul, „auf der Höhe seines Ruhms“, verlobte sich mit Caroline von Feuchtersleben, kurz bevor er die Konjekturalbiographie schrieb[11].
- Höllerer: Jean Paul schrieb den Text 1798. In dem Jahr teilte er über Emilie von Berlepsch brieflich mit: „Emilie hat mich erhoben und ich sie.“[12]

## Anmerkung
1. ↑  Nachauflage 1827 bei Reimer in Berlin.